# Street
『Street』（ストリート）は、2015年5月30日に、日本のシンガーソングライター森翼のソロプロジェクト「赤と嘘」が発売した配信限定アルバム。音楽レーベルは、STUDIO CUBIC RECORDS。

## 概要
- 「赤と嘘」名義初の配信限定アルバムで、全曲弾き語りの一発録りである[2]。
- ミニアルバムとしては同名義で2作目[2]。
- 配信限定だが、ライブで「CDが欲しい」という声が多数上がったため、数量限定でライブ会場のみで販売された[3]アルバムである[2]。
- このアルバムのレコーディングの様子が動画配信サイト「USTREAM」にリアルタイムで生配信された[2]。

## 収録曲
全曲作詞・作曲：森翼
1. 心ない
2. 雨
3. 安物のカレーパン
4. 歩く滴
5. 解散ライブ
6. この期に及んで
7. 描く恋慕